# MaaS
MAAS (Metal As A Service) дозволяє розглядати фізичні сервери, такі як віртуальні машини (екземпляри) в хмарі. Замість того, щоб управляти кожним сервером окремо, MAAS перетворює сервери в зручний і гнучкий хмароподібний ресурс. Екземпляри, які користувач створив можна видалити з хмарного ресурсу, Maas подібний як Amazon AWS, Google GCE, і Microsoft Azure. MAAS може виступати як автономна PXE / послуга і може бути інтегрований з іншими технологіями. Зокрема, він призначений для роботи особливо з Juju, службою управління послугами та моделі.

## Основні відомості
MAAS забезпечує управління великою кількістю фізичних машин шляхом створення єдиного пулу ресурсів з них. Сервери які працюють в стандартному режимі можуть легко припинити свою роботу, якщо користувач з адмін панелі сервісу вимкне їх. MAAS об'єднує всі інструменти необхідні інструменти, а саме:
- графічний інтерфейс;
- має повну підтримку API/CLI;
- надає високу продуктивність;
- IPv6 підтримку;
- IPAM управління;
- підтримує установку Ubuntu, CentOS, Windows, RHEL;
- DHCP і DNS;
- VLAN;
- NTP.

Три методи встановлення MAAS:
- з Ubuntu Server ISO;
- за допомогою автономного середовища LXD;
- використовуючи програмні пакети.